# Красино (Архангельская область)
Красино — оставленное становище в Архангельской области в 910 км северо-восточнее Архангельска.

## География
Располагалось на острове Южный архипелага Новая Земля, на побережье Чёрной губы.
Недалеко от места расположения становища функционирует маяк.

## История
Известно в 1934 году. В 1954 году сюда прибыли первые военные для строительства объектов для зоны ядерных испытаний.